# Balthasar Bekker

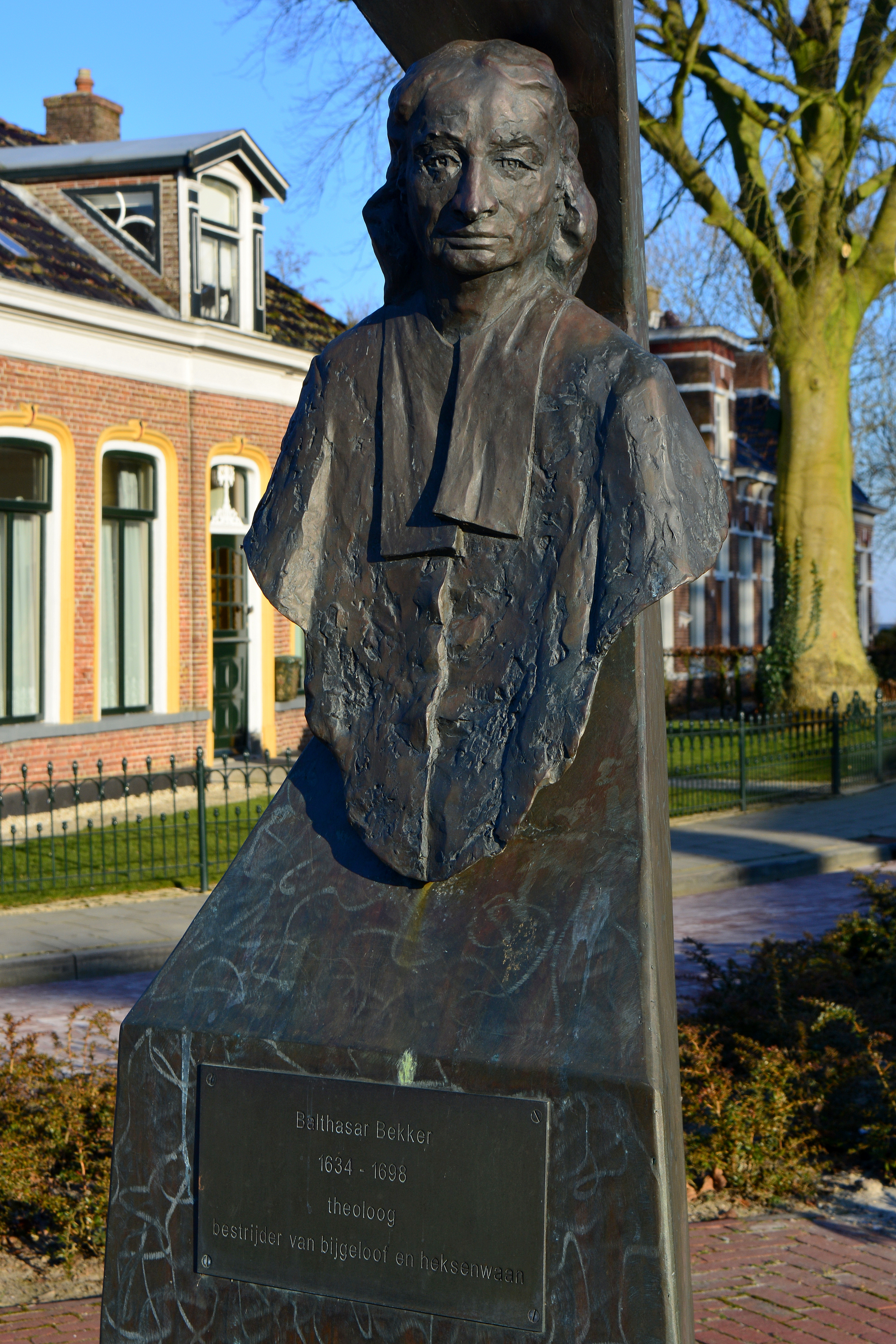
Pomník B. Bekkera v jeho rodišti (Metslawier)

Balthasar Bekker (20. března 1634 Metslawier ve Frísku – 11. června 1698 Amsterdam) byl nizozemský protestantský kazatel, teolog a filozof, bojovník proti pověrám a procesům s čarodějnicemi. Obdivoval filozofii R. Descartesa a bývá považován za jednoho z předchůdců osvícenství. Proslul zejména spisem De betoverde weereld (Očarovaný svět).

## Život a dílo
Balthasar Bekker se narodil 20. března 1634 v Metslawieru ve Frísku jako syn kalvínského kazatele. Jeho otec (Heinrich Bekker) byl Němec a pocházel z Bielefeldu. Když bylo chlapci deset let, přesídlila rodina do provincie Groningen v severním Nizozemsku. Balthasar vystudoval bohosloví na kalvínské univerzitě v Groningenu a v roce 1665 tam dosáhl hodnosti doktora teologie. Byl pak kazatelem na různých místech v Nizozemsku, posléze od roku 1679 v Amsterdamu. 
Bekker byl silně ovlivněn racionalistickou filozofií René Descartesa. Již v roce 1668 publikoval knihu De philosophia Cartesiana Admonita candida et sincera (Upřímné a poctivé připomenutí Descartesovy filozofie), v níž hájil principy této filozofie, vytyčoval hranice mezi náboženstvím a vědou a bojoval za svobodu myšlení. Byl to odvážný spis, protože konzervativní nizozemští kalvinisté v roce 1656 na synodě v Utrechtu Descartesovu filozofii zavrhli. V roce 1683 pobouřil církevní hodnostáře pojednáním, které bylo namířeno proti pověrečným astrologickým představám a v němž dokazoval, že komety nejsou „metlami božími".
V letech 1691–1693 publikoval Bekker několikasvazkové dílo De betooverde Wereld (Očarovaný svět). Spis byl záhy přeložen z nizozemštiny do francouzštiny, němčiny, angličtiny a italštiny a vyvolal velkou polemiku. Bekker v této knize vystoupil proti víře v čarodějnice a dokazoval její nesmyslnost.
Věřil s Descartesem, že existují tři substance: Bůh (nekonečná substance, na níž všechno závisí) a dvě stvořené substance, to je svět duchový a svět tělesný (hmotný). Duchové nemohou působit na těla ani těla na duchy. Tělesná a duchová substance jsou od sebe naprosto odloučeny, na hmotný svět tedy nemohou působit ani dobří duchové (andělé), ani zlí duchové (démoni), není možná magie a čarování. Bekker dokazoval, že domnělá magie je založena buď na přírodních zákonech, nebo na lidských vynálezech. Mimo jiné se odvolával i na první zkušenosti mikroskopického zkoumání, které získal jeho krajan Leeuwenhoek. Podle Descartesovy filozofie dal Bůh světu přesné zákony, které nikdy nemění, proto nejsou možné ani zázraky.
Bekker popíral, že by zlý duch mohl pokoušet člověka. I pokušení Ježíše na poušti vykládal způsobem přirozeným. Posedlost v evangeliích pokládal za pouhou nemoc. Svět by musel být opravdu „očarovaný", kdyby se satanáš skutečně mohl obklopit armádou čarodějnic a s jejich pomocí libovolně škodit lidem. Stejně nesmyslná je představa, že ďábel může pomocí pekelných zázraků mařit přírodní zákony, které stvořil Bůh. Veškerá démonologie je původu pohanského.
Ve svém spisu tvrdil: „Svazek čarodějů a čarodějnic s ďáblem je pouhá smyšlenka, která ani v nejmenším není známá ve slově božím, ba je v rozporu se vztahem k Bohu i se slovem božím; je to nejnesmyslnější žvanění, jaké kdy bylo od pohanských básníků vymyšleno..." A na jiném místě napsal: „Možno obhajovat pravdivost křesťanské víry a být přesto na hony vzdálen víry v kouzla; můžeme takto Boha a Krista blíže poznat přesto, že se budeme domnívat, že toho víme méně o ďáblu, kromě toho, o čem nás v té věci učí Písmo svaté. Víme-li to, stačí nám to docela, ježto vše, co snad nad to sahá, je pouhé bláznovství. Vynikající teologové říkají, že můžeme docela dobře celého ďábla postrádat, a přesto budeme dobře připraveni na cestu k blaženosti..."
Bekker pečlivě zkoumal a vyvracel všechny důkazy, na jejich základě byly tisíce lidí odsuzovány k upálení, protože byli obžalováni z čarodějnictví. Vystupoval nejen proti inkvizici, ale i proti protestantským soudům. Uváděl otřesná fakta, že pro čarodějnictví byly odsouzeny osmileté děti i sedmdesátiletí starci. Zkoumal nejen procesy staré, ale i rozsudky vynesené v letech, kdy psal svůj spis.
Kniha De betooverde Wereld (Očarovaný svět) vzbudila mohutnou odezvu. Na autora „se vzápětí vylilo všechno rozhořčení evropského učeneckého pekla. Extrémně silná, hrubá a nevybíravá polemika byla v Německu a v Holandsku, kde byl Bekker diskreditován jako ateista navazující na ‚ateistický spinozismus‘, který usiluje o rozvrácení společenských a náboženských pořádků". (Horyna) Poněvadž Kalvín hlásal, že čarování je třeba jako těžký zločin trestat smrtí, prohlašovali konzervativní kalvínští kazatelé v Nizozemsku Bekkerovy názory za bezbožné a za pošpinění světlé památky velkého reformátora. Synoda v Alkmaaru sesadila již v srpnu 1692 Bekkera z funkce kazatele a zakázala mu jakékoli duchovní působení.
Kromě vlivných odpůrců měl však Bekker i řadu příznivců. Pokrokové kruhy v Nizozemsku i v okolních evropských zemích mu projevovaly sympatie. Přestože byl sesazen z funkce kazatele, vyplácela mu amsterdamská městská rada až do smrti jeho plný plat.
Balthasar Bekker zemřel v Amsterdamu 11. června 1698.
Bekker byl rozumem opojen. Zbavme svět všech kouzel. Co třeba vliv komet? Nesmysl. A víra v ďábla? Jakbysmet. Bibli Bekker racionalizoval. Píše se v ní o andělech, leč nic bližšího o nich nám bible neprozradí. Nešlo o pár vybraných ušlechtilých osob, které Bůh vybavil mimořádnými schopnostmi? A ďáblové? Co jiného než zvrhlíci, jichž běhá po světě až až. A satan, který pokoušel Ježíše? Prachobyčejný ničema. A jak Ježíš uzdravoval choré? Tehdy věřili všichni, že neduhy lze svést na démony. Ježíš se těmto zvyklostem přizpůsobil. Žádné vyhánění ďábla, jen léčení reálných poruch zdraví, které satan na svědomí neměl. Mohla si tohle církev nechat líbit? Holandští kalvinisti s Bekkerem vyrazili dveře…
Jaroslav Vacek, O duši, šílenství a genialitě